# Befolkningens geografiske fordeling
En befolkning henviser altid (indforstået) til menneskemassen i et nærmere afgrænset område, hvilket er uheldigt al den stund, at jo større område, der der tale om, desto større er sandsynligheden for, at befolkningen ikke er jævnt fordelt over området. Ikke mindst af denne grund er befolkningens geografiske fordeling et emne af betydning.

## Fremgangsmåder ved fordelingsgengivelsen
Der findes ulige måder at gengive og beskrive en befolknings fordeling på. Man kan i hovedsagen skelne mellem tre:
1. Man kan kan gengive den gennemsnitlige befolkningstæthed for ulige delområder. Derved nuanceres befolkningens geografiske fordeling i samme grad, som den valgte delområde-afgrænsning tillader. Selv om dette er et fremskridt, svækkes værdien derved, at der ikke er nogen sikkerhed for det hensigtsmæssige i den valgte arealbegrænsning og ej heller i valget af skillelinjer for de grupper, de ulige befolkningstætheder samles i[1].
2. En anden mulighed er at anvende interpolerede befolkningstæthedskurver. Udgangspunktet er her atter befolkningstætheden for valgte delområder, men billedet nuanceres ved faste skillelinjer for klasser interpolerede ud fra tyngdepunktet mellem de ulige delområder i lighed med tryk- eller temperaturkurver på et vejrkort[2]. Skønt der derved opnås en tilsyneladende større nuancering med hensyn til de anvendte tætheder, er der – i modsætning til vejroplysningerne – ingen sikkerhed for, at befolkningstætheden af- og tiltager så jævnt som kurvelinjerne antyder; tværtimod vil befolkningstætheden skifte brat på samme måde, som et tætbebygget byområde brat adskilles fra det omgivende landområde.
3. En tredje mulighed er anvendelsen af prik- og cirkelkort, hvor hver prik angiver et givet antal indbyggere, mens cirkler anvendes til at gengive større befolkningsophobninger (det vil sige bysamfund). Afgørende er her, at valget af signaturenhed (det vil sige at antallet af indbyggere hvis bosted vises med een prik) bliver tilstrækkelig lille til at belyse de bosætnings-tæthedsforskelle, som findes i det pågældende område (fx samlede landsbyer eller lignende over for en spredt befolkning og tættere bosatte områder over for mindre tæt bosatte områder). Dette valg må i sidste ende afhænge af en nøjere analyse og vil variere fra sted til sted[3][4]. Denne fremgangsmådes styrke er dens visuelle forståelighed; til gengæld gives afkald på et talmæssigt udtryk for befolkningens bosætnings-tæthed.

## Befolkningsfordelingen i Danmark 1950
For Danmarks vedkommende foreligger der kun få undersøgelser, der søger at belyse befolkningens geografiske fordeling. Mest kendt (og anvendt blandt andet i amtsbeskrivelserne i J. P. Trap: Danmark, 5. udgave) er den fremstilling, som Aage Aagesen lavede for den danske befolknings fordeling i 1950, det vil sige under industrialiseringens højdepunkt og inden, at befolkningens mobilitet blev så stor, at man i sit bosættelsesvalg ganske kunne frigøre sig fra sit arbejdssted. Der påvises her en række forskelle i befolkningens geografiske fordeling, som dels kan tilskrives de landskabelige (naturgeografiske) forhold og derfor kan antages at have gyldighed langt tilbage i tiden, dels kan tilskrives den industrielle udvikling (herunder jernbanelinjer, havne, ældre og yngre fabrikker):
1. For det første kan der påvises en forskel i befolkningens geografiske fordeling mellem områder, der egner sig til henholdsvis ikke egner sig til landbrug. Kendetegnende var således, at klit-, skov- og vådområder (marskland, inddæmmede områder) var enten helt uden eller med en yderst begrænset bosættelse. Ligeledes kunne der påvises en betydeligt mindre tæt befolkning på områderne vest for hovedstilstandslinien under den sidste istid sammenlignet med områderne øst herfor. Desuden kunne påvises forskelle i tætheden for befolkningens geografiske fordeling for på den ene side bakkeøer, på den anden hedesletter. Endelig kunne der påvises en vis forskel mellem forholdsvis spredte og forholdsvis samlede bosætninger[5].
2. For det andet fremstod stationsbyer, vejbyer, havnebyer og købstæder naturligvis som tæt bebyggede områder sammenlignet med det omgivende land[6]. Desuden kunne indflydelsen fra større ældre og yngre fabriksvirksomheder stedvis påvises[7].
3. For det tredje kunne indflydelse fra ejendomsforhold påvises: således var befolkningstætheden mindre i områder med store godser så som Bregentved, Vallø og Juellinge på Sjælland, Knuthenborg, Knuthenlund og Orebygård på Lolland, Brahetrolleborg og Wedellsborg på Fyn, mens omvendt husmandsbrug fremstod på udstykkede storlandbrugs jord[7].
4. For det fjerde kunne æstetiske og skattemæssige forholds indflydelse påvises i form af henholdsvis kystnære bebyggelser og mere eller mindre udprægede forstadsområder i tilknytning til (især større) købstæder[8].

Større befolkningssamlinger vil tage form af bydannelser, det vil sige samlinger af områder til beboelse, industri, handel og omsætning, samfærdsel, embedsvæsen, offentlige tjenester (undervisning, sundhedsvæsen, sociale institutioner, politi, brandvæsen og lignende). Sådanne bydannelser kan gennem tiden udvikle sig af ulige årsager: i tilknytning til slotte (Hørsholm, Fredensborg med flere), som skipperbyer og ladepladser (Troense, Rødvig og andre), stationsbyer (også selv om de senere har mistet stationen igen) og vejbyer, eventuelt i form af dobbeltbyer (hvor en stationsby og en landsby er opstået hver for sig men siden er sammenvoksede), som fiskeribyer (Hirtshals, Hanstholm, Hvide Sande, Thyborøn, Thorsminde) eller i tilknytning til fabrikker (Hellebæk, Frederiksværk). Sådanne bydannelser vil overvejende forblive ret små, medmindre de begunstiges af andre forhold så som et stort og folkerigt opland. I nyere tid vil desuden byplanlægning spille ind på mulighederne for befolkningens bosætning og dermed på befolkningens fordeling.